# Only hope
«Only Hope» es una canción de la banda estadounidense Switchfoot, escrita por Jon Foreman en 1999 para el segundo álbum de estudio, New Way to Be Human. También es cantada por Mandy Moore en la película A Walk to Remember en 2002.

## Versión de Mandy Moore
«Only Hope» fue versionada por Mandy Moore para la película y se incluye en su compilación The Best of Mandy Moore, aunque quedó fuera de versión de 2001.
Fue programado como el segundo sencillo después de "Cry", que, sin embargo, no fue un éxito por lo que "Only Hope" no fue lanzado a la radio.
}}

## Versión de Suzy Miss A
En el dorama coreano "Dream High", Bae Su Ji (Suzy) (integrante del grupo coreano Miss A) canta una versión en inglés de Only hope en el episodio 16 